# New Albany (Ohio)
New Albany est une ville de l’Ohio.
Elle a été fondée en 1837. Sa population était de 7 724 habitants en 2010.